# Coupe du monde de saut d'obstacles 1989-1990
Navigation
Édition précédente Édition suivante
La coupe du monde de saut d'obstacles 1989-1990 est la 12e édition de la coupe du monde de saut d'obstacles organisée par la FEI. La finale de cette compétition se déroule à Dortmund (Allemagne), le 12 avril 1990 .

## Classement après la finale
| Pos. | Cavalier         | Nationalité          | Cheval                 |
| ---- | ---------------- | -------------------- | ---------------------- |
| 1    | John Whitaker    | Royaume-Uni          | Milton                 |
| 2    | Pierre Durand    | France               | Jappeloup de Luze      |
| 3    | Hervé Godignon   | France               | La Belletière Moët     |
| 4    | Michael Whitaker | Royaume-Uni          | Mon Fanta Henderson    |
| 5    | Jan Tops         | Pays-Bas             | Doreen La Silla        |
| 6    | Sloothaak        | Allemagne de l'Ouest | Walkerkoenig Optiebers |
| 7    | Roger-Yves Bost  | France               | Norton de Rhuys        |
| 8    | Hafemeister      | Allemagne de l'Ouest | The Freak              |
| 9    | Rene Tebbel      | Allemagne de l'Ouest | Urchim Borsu           |
| 10   | Tony Font        | États-Unis           | Lego                   |